# Stella by Starlight
"Stella by Starlight" to jazzowy standard, napisany przez Victora Younga. Pojawił się on w filmie The Uninvited z 1944 roku. W oryginalne utwór był tytułową piosenką tegoż filmu, aż do czasu, kiedy Ned Washington napisał do niego tekst w 1946 roku. Wtedy do piosenki, opierając się o tekst, dopasowano tytuł "Stella by Starlight".
"Stella by Starlight" jest jednym z najpopularniejszych jazzowych standardów i została umieszczona na miejscu #10 ich zestawienia, stworzonego przez jazzstandards.com.

## Historia nagrań
W maju 1947 roku Harry James ze swoją orkiestrą nagrał własną wersję piosenki, która uplasowała się na pozycji #21 notowania z muzyką popularną. Dwa miesiące później utwór w wykonaniu Franka Sinatry oraz Axela Stordahla i jego orkiestry również zajął miejsce #21 na tej samej liście.
Pierwszą jazzową wersję utworu nagrał, opierając się o saksofon tenorowy, Charlie Parker w styczniu 1962 roku. W grudniu tego samego roku powstała kolejna saksofonowa wersja utworu, której autorem był Stan Getz. Niedługo później własną wersję "Stella by Starlight", opartą na pianinie, nagrał Bud Powell. Piosenka wykonana została również przez big band Stana Kentona. Instrumentalne wersje utworu nagrane zostały przez Milesa Davisa, a następnie Dextera Gordona. Wokalne wersje stworzyli m.in. Dick Haymes, Ray Charles, Tony Bennett i Ella Fitzgerald.

## Filmy
"Stella by Starlight" w wykonaniu orkiestry Victora Younga pojawiała się w filmie The Uninvited. W najważniejszym momencie filmu główny bohater Rod (Ray Milland) mówi Stelli (Gail Russell), że gra on serenadę "To Stella by Starlight".
Piosenka pojawiła się również w filmach:
- The Nutty Professor (1963) - Jerry Lewis śpiewał ją Stelli Stevens
- Sabrina (1995) - jako część utworu "The Party Sequence"